# Ильинский заказник (Украина)
«Ильинский заказник» (укр. Іллінський заказник) — гидрологический заказник общегосударственного значения, расположенный на земле под Администрацией Чернобыльской зоны отчуждения и безусловного отселения на территории Вышгородского района (Киевская область, Украина).
Площадь — 2 000 га. На плане лесоустройства от 2006 года заказника указана площадь 2 260 га, на другом плане — 2 131 га.

## История
Заказник был создан согласно Постановлению Совета министров УССР от 28 октября 1974 года № 500. На момент создания земли заказника были отнесены к территории Яковецкого лесничества, а управляющей организацией было Полеское лесное хозяйство. В тексте Постановления Совета министров УССР от 25 февраля 1980 года № 132, заказник также указан в списке созданных. Сейчас заказник находится на землях Денисовского лесничества, что в составе Государственного специального производственного комплексного предприятия Чернобыльская Пуща, на территории Чернобыльской зоны отчуждения и безусловного отселения.

## Описание
Природоохранный объект создан с целью охраны ценных природных комплексов Полесья. Заказник занимает пойму и долину реки Илья на кварталах 27-32, 34-42, 63-66, 88-90 Денисовского лесничества. Западная граница заказника проходит по государственной границе с Белоруссией. Пойма реки заболоченнаяː здесь расположены лесные болота.
Ближайший населённый пункт — Александровка (Белоруссия, в 1-2 км на запад от заказника), Ольховая (Житомирская область, в 10-12 км на юго-запад), Луговики (Киевская область, в 15-16 км на юг); город — Овруч.

## Природа
Ландшафт заказника представлен болотами и лесами в пойме и долине реки Илья. Растительность преобладающих в пойме реки лесных болот — доминирующие черноольшаники, иногда с ивами, где травяной ярус представлен тростником и осокой. На прилегающей долине расположены сосново-дубовые, дубовые, дубово-грабовые, сосновые леса. В дубовых и дубово-грабовых лесах травяной ярус представлен сообществами сныти, лещины, крушины. Здесь встречаются краснокнижные видыː любка двулистная, дремлик зимовниковый, страусник обыкновенный.
Является местом гнездования водно-болотных птиц (например, аист чёрный, журавль серый, большой подорлик, змееяд). На территории заказника есть несколько поселений бобров.